# 西尔万·莱维
西尔万·莱维（法語：Sylvain Lévi，1863年—1935年），法国印度学家，梵文专家，法兰西公学院教授，法国远东学院荣誉会员，法国亚洲协会会长。1886年--1935年任高等研究应用学院博士生导师，1894年--1935年任法兰西公学院梵文语言文学教授。其研究领域非常广泛，包括吠陀研究、印度宗教史、佛教、人类学、社会学、哲学、历史、文学、戏剧、文献学等。其著述宏富，具有世界性影响。著名汉学家伯希和是他的学生之一。
　

## 主要著作
- 《印度王国尼泊尔的历史研究》三卷，1905--1908
- 《马鸣，庄严经及其来源》1908
- 《东方研究》1911
- 《大乘庄严经，瑜伽系大乘论述》1911
- 《印度历史上的伟人》1913
- 《成唯识论研究》1925
- 《印度与世界》1926
- 《唯识体系研究资料》1932
- 《世亲二十唯识论》翻译，1932
- 《辨中边论》翻译，
- 《文明的印度，历史掠影》1938
- 《印度戏剧》纪念列维百年诞辰，1963